# 12 janvier 1924
Le samedi 12 janvier 1924 est le 12e jour de l'année 1924.

## Jour du calendrier de l'Hégire
Samedi 4 Joumada Al-Thani 1342

## Naissances
- Hal Douglas (mort le 7 mars 2014), acteur américain
- Chris Chase (morte le 31 octobre 2013), actrice américaine
- Marcel Gaudion (mort le 24 avril 2021), handballeur français
- Matti Kassila (mort le 13 décembre 2018), réalisateur finlandais
- Mieczysław Jagielski (mort le 27 février 1997), homme politique polonais
- Olivier Gendebien (mort le 2 octobre 1998), pilote automobile

## Décès
- Alexis Lapointe (né le 4 juin 1860), athlète québécois
- Ernst Schweninger (né le 15 juin 1850), médecin allemand
- Hans Zois (né le 14 novembre 1861), compositeur autrichien
- Katsurō Hara (né le 15 avril 1871), historien japonais

## Événements
- Découverte de (1012) Sarema et de (1092) Lilium
- Victoire du Wafd aux premières élections législatives en Égypte. Il remporte 195 des 214 sièges à pourvoir. Saad Zaghloul devient Premier ministre[1].